# 黄道吉日
黄道吉日（こうどうきちにち）とは、何事を行うにも吉であり、あらゆる凶悪が避けられるとする日のこと。単に黄道ともいう。
元々は陰陽道での言葉で、青龍・明堂・金匱・天得・玉堂・司命のことを黄道六辰といい、これらに当たる日を黄道吉日と呼んで、最上の吉日としていた。後に、黄道六辰に限らず単に日柄の良い日のことを黄道吉日と呼ぶようになった。